# Eduardo Alfieri
Eduardo Alfieri (Napoli, 9 ottobre 1930 – Napoli, 1º dicembre 2000) è stato un compositore italiano di numerose colonne sonore cinematografiche e autore di numerosi brani di successo.

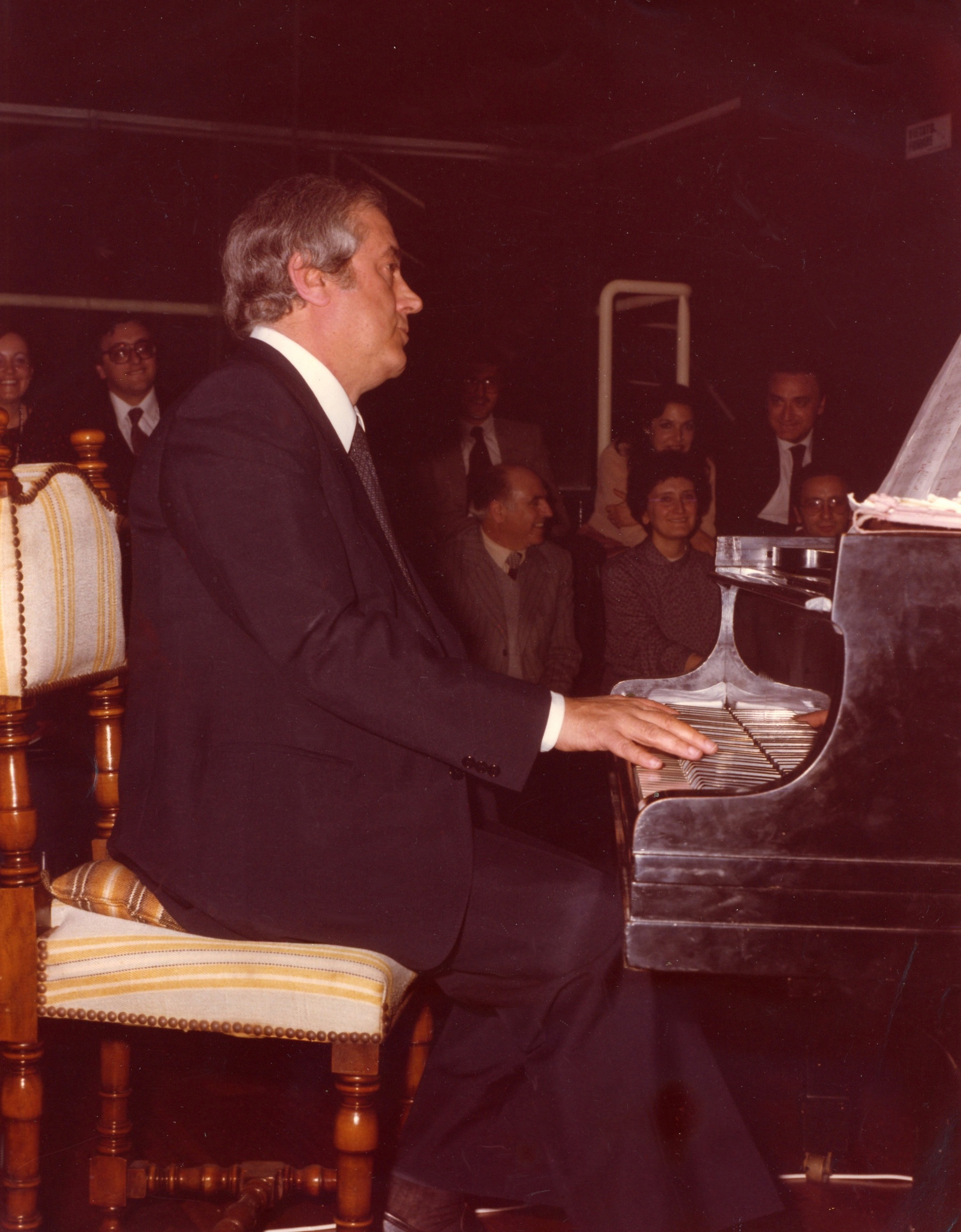

Usando lo pseudonimo Vinicio ha inciso molti dischi come fisarmonicista per la Durium.

## Biografia
Muove i suoi primi passi nell'ambiente della musica grazie a Sergio Bruni, che lo prende con sé nel suo gruppo Sergio Bruni e i suoi cadetti. Nel 1956 è autore del brano Piscaturella, e nel 1957 di 'A sunnambula, scritte con Gigi Pisano. Nel 1959 è autore di  'O pirata, scritta con Salvatore Palomba, mentre nel 1961 compone  'O codice 'e ll'ammore, scritta con Gigi Pisano; entrambi i brani sono presentati da Mario Trevi. Con Trevi inizia una collaborazione che dura dal 1961 al 1969, curando gli arrangiamenti dei singoli dell'artista (come Cunto 'e lampare, Settembre cu mme, Mandulinata blu, Me parlano 'e te, Che chiagne a ffa!, Cara busciarda) e degli album Canzoni napoletane classiche (1965), Canzoni napoletane moderne (1966).
Nel 1964 la Durium produce e distribuisce, per il mercato del Venezuela, l'album Mario Trevi con la orquesta de E.Alfieri.
La stessa Durium, produrrà e distribuirà in Europa ed America le incisioni di Trevi arrangiate dal M° Alfieri.
Nel corso degli anni sessanta compone moltissime canzoni, alcune delle quali vengono interpretate da stelle di prima grandezza della musica italiana quali Mina, Claudio Villa e Peppino di Capri. Nel decennio partecipa più volte al Festival di Napoli come direttore d'orchestra e come autore, firmando brani come Niente cchiù! (scritta con Carmine Della Gatta e presentata da Mario Trevi e Mimmo Rocco nel 1965), Lacrema (scritta con Salvatore Palomba e presentata da Mario Trevi e Mario Abbate nel 1968), e vincendo l'edizione del 1967 con il brano  'O matusa interpretato da Nino Taranto e I Balordi. In quegli anni, oltre alle incisioni di Trevi, cura gli arrangiamenti per artisti come Aurelio Fierro.
Nel 1966 partecipa al Festival delle Rose, arrivando in finale con il brano Tutti vanno via interpretato da Beppe Cardile e Mario Trevi.
Partecipa, come autore, al Festival di Sanremo 1975 con il brano Ipocrisia interpretato da Angela Luce, che si classifica al 2º posto.
A partire dagli anni settanta si intensifica invece il suo lavoro di compositore di musiche per film. Nasce un fruttuoso sodalizio con il regista Alfonso Brescia e con il re della Sceneggiata Mario Merola, per il quale il Maestro Alfieri compone numerose canzoni. Tra le più note vi sono Mamma' , È bello 'o magnà,  'O rre d' 'a sceneggiata, Chiamate Napoli 081. Compare in Lacrime napulitane del 1981, nel ruolo di se stesso, mentre accompagna Angela Lenci (ovvero Angela Luce) in sala d'incisione, mentre si esibisce con Ipocrisia.
Negli anni novanta ritorna a collaborare con Mario Trevi, curando gli arrangiamenti degli album
...Pecché te voglio bene (1995) e Nustalgia (1996). Sempre con Trevi, nel 1992, partecipa ad una trasmissione su Napoli Canale 21, dove accompagna l'artista nelle interpretazioni di Piscaturella  e Catena

Nel 1996 e nel 1997 dirige l'orchestra nella trasmissione Napoli prima e dopo.

Muore a Napoli il 1º dicembre del 2000, all'età di settant'anni.

## Canzoni composte da Eduardo Alfieri
- 1948 - 'A bumbuniera mia (versi di Giuseppe Fiorelli)
- 1951 - 'A sveglia (versi di Giuseppe Fiorelli)
- 1950 - 'A sartulella (versi di Aniello Langella)
- 1952 - 'O munaciello 'e notte (versi di Aniello Langella)
- 1952 - 'O ritratto 'e Napule (versi di Moscarella)
- 1953 - Vucchella doce (versi di Grasso)
- 1953 - 'E malelengue (versi di Aniello Langella)
- 1954 - Maria d''a Sanità (versi di Aniello Langella)
- 1954 - 'A cemmenera (versi di Aniello Langella)
- 1954 - Vesuvianella (versi di Aniello Langella)
- 1955 - 'O sciupafemmene (versi di Aniello Langella - Aurelio Fierro)
- 1955 - Sotto 'o balcone (versi di Aniello Langella)
- 1955 - 'Na casa 'e carta (versi di Raffaele Mallozzi)
- 1955 - 'A casarella 'e sposa (versi di Gigliati)
- 1955 - Pupatella d'Arenella (versi di Gigi Pisano)
- 1955 - Senza Guapparia (versi di Gigi Pisano)
- 1955 - Carufaniello (versi di Gigi Pisano)
- 1956 - Carrettiere napulitano (versi di Gigi Pisano)
- 1956 - Nicola 'o scic (versi di Gigi Pisano)
- 1956 - Maria la spagnola (versi di Aniello Langella)
- 1956 - Piscaturella (versi di Gigi Pisano)
- 1956 - Curre, curre, ciucciariè (versi di Gigliati)
- 1957 - 'A sunnambula (versi di Gigi Pisano)
- 1957 - 'O lupo (versi di Sgueglia)
- 1958 - 'O fachiro (versi di Gigi Pisano)
- 1958 - Fravulella (versi di Gigi Pisano)
- 1959 - Io so' napulitano (versi di Gigi Pisano)
- 1959 - 'O pirata (versi di Salvatore Palomba)
- 1959 - Tu nun 'o ssaie (versi di Salvatore Palomba)
- 1961 - 'O codice 'e ll'ammore (versi di Gigi Pisano)
- 1961 - 'Na lettera (versi di Salvatore Palomba)
- 1962 - Figliola figliò (versi di Vincenzo De Crescenzo)
- 1963 - 'O pitturiello (versi di Vincenzo De Crescenzo)
- 1964 - L'ombra d''a sera (versi di Gigi Pisano)
- 1964 - Spezzacatena (versi di Vincenzo De Crescenzo)
- 1965 - 'A voce 'e ll'ammore (versi di Sorianis)
- 1965 - Catenella (versi di Savarese - Sorianis)
- 1965 - Stella d'oriente (versi di Luigi Aperuta)
- 1965 - 'Na catena 'e lacreme (versi di Enzo Manzoni - Mario Trevi)
- 1966 - 'O core mio (versi di Salvatore Palomba - Mario Trevi)
- 1966 - Dove vai (versi di Salvatore Palomba)
- 1966 - Stasera voglio a tte (versi di Alfonso Chiarazzo - Sorianis)
- 1968 - Lacrema (versi di Salvatore Palomba)
- 1968 - Pioggia 'e sole (versi di Carmine Della Gatta)
- 1969 - 'E mimose (versi di Salvatore Palomba)
- 1969 - 'O mese 'e maggio (versi di Salvatore Palomba)
- 1973 - 'O motoscafo (versi di Aldo Fiorini)
- 1973 - Schiattoso tango (versi di Pingior)
- 1973 - Io rido pe' nun chiagnere (versi di Peppino Russo)
- 1975 - Ipocrisia (versi di Pino Giordano)
- 1976 - 'O treno d' 'o sole (versi di Giuseppe Palumbo)
- 1976 - Mammà (versi di Raffaele Mallozzi)
- 1976 - Inferno d'ammore (versi di Alfonso Chiarazzo)
- 1976 - ''A campana (versi di Alfonso Chiarazzo)
- 1977 - Con tanto amore (versi di Pino Giordano)
- 1977 - Gente 'e paese (versi di Giuseppe Palumbo)
- 1981 - Chiamate Napoli...081 (versi di Pino Giordano)

## Discografia parziale (album da solista)
- 1967 - Serenate celebri (Durium – ms M 77179)
- 1973 - Mandolinate sotto le stelle (Durium – BL 7017), pubblicato anche in Belgio (Mandolini Napolitani) e Venezuela (Mandolinas bajo las estrellas).
- 1975 - Sérénades célèbres (Mr. Pickwick, MPD 510), pubblicato in Francia.

## Filmografia
- Napoli... serenata calibro 9, regia di Alfonso Brescia (1978)
- Il mammasantissima, regia di Alfonso Brescia (1979)
- Lo scugnizzo, regia di Alfonso Brescia (1979)
- I contrabbandieri di Santa Lucia, regia di Alfonso Brescia (1979)
- Napoli... la camorra sfida, la città risponde, regia di Alfonso Brescia (1979)
- La tua vita per mio figlio, regia di Alfonso Brescia (1980)
- Zappatore, regia di Alfonso Brescia (1980)
- Napoli, Palermo, New York - Il triangolo della camorra, regia di Alfonso Brescia (1981)
- Carcerato, regia di Alfonso Brescia (1981)
- I figli... so' pezzi 'e core, regia di Alfonso Brescia (1981)
- Lacrime napulitane, regia di Ciro Ippolito (1981)
- Tradimento, regia di Alfonso Brescia (1982)
- Giuramento, regia di Alfonso Brescia (1982)
- Pronto... Lucia, regia di Ciro Ippolito (1982)
- 'O surdato 'nnammurato, regia di Ninì Grassia (1983)
- Laura... a 16 anni mi dicesti sì, regia di Alfonso Brescia (1983)
- Zampognaro innamorato, regia di Ciro Ippolito (1983)
- Torna, regia di Stelvio Massi (1984)
- Guapparia, regia di Stelvio Massi (1984)
- Thrilling love, regia di Maurizio Pradeaux (1989)